# Leontopithecus chrysomelas
Il leontocebo dalla testa dorata (Leontopithecus chrysomelas Kuhl, 1820) è una scimmia del Nuovo Mondo appartenente alla famiglia dei Callitricidi, endemica del Brasile.

## Descrizione

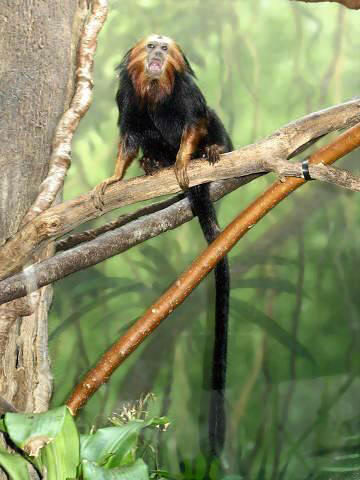

È un primate di piccola taglia lungo 24 – 29 cm per un peso di 0,50 - 0,70 kg.
L'elemento caratteristico di questa specie è rappresentato dalla folta criniera fulva, simile a quella di un leone, che circonda il capo. Tale elemento distintivo è presente sia nei maschi che nelle femmine. Il resto della pelliccia è di colore nero, fatta eccezione per gli arti che sono anch'essi ricoperti da pelo fulvo.
Gli arti anteriori e posteriori sono della stessa lunghezza. Le dita sono lunghe e dotate di robusti artigli.
A differenza di molti altri primati le femmine sono di dimensioni maggiori rispetto ai maschi.

## Biologia
È una specie arboricola con abitudini diurne.
La sua dieta si basa prevalentemente su frutti e fiori ed è integrata occasionalmente dalla predazione di piccoli animali quali rane, lucertole e insetti.
Vive in piccoli gruppi da 2 a 10 individui all'interno dei quali esiste una femmina dominante che ha la prerogativa esclusiva della riproduzione. La femmina dominante, dopo una gestazione di 125-130 giorni, dà alla luce una coppia di cuccioli. I maschi si fanno carico della cura dei cuccioli, dando modo alla femmina di dedicare più tempo al procacciamento del cibo necessario a sostenere il dispendio energetico dell'allattamento.

## Distribuzione e habitat
Leontopithecus chrysomelas ha un areale molto ristretto (meno di 500 km²), rappresentato da frammenti di foresta tropicale nello Stato di Bahia (Brasile).

## Conservazione
Per la ristrettezza del suo areale la IUCN red list classifica questa specie come in pericolo di estinzione.